# Halenia kalbreyeri
Halenia kalbreyeri är en gentianaväxtart som beskrevs av Ernest Friedrich Gilg. Halenia kalbreyeri ingår i släktet Halenia och familjen gentianaväxter. Inga underarter finns listade i Catalogue of Life.